# 塔克森巴赫
塔克森巴赫是奥地利萨尔茨堡州滨湖采尔县的一个市镇。总面积88.24平方公里，总人口2830人，人口密度32.1人/平方公里（2005年）。